# Фра Бартоломео
Фра Бартоломео (італ. Fra Bartolomeo; 28 березня 1472, Флоренція — 31 жовтня 1517, Флоренція) — італійський художник, справжнє ім'я Баччо делла Порта (Baccio della Porta). Представник Високого Відродження у Флоренції. Малював фрески, вівтарі, іноді — портрети.

## Загальна характеристика
Він створив величні вівтарні картини («Оплакування Христа», 1515—1517). Його картина «Страшний суд» 1499 (Національний музей Сан Марко, Флоренція) вплинула на становлення Рафаеля.

## Життєпис

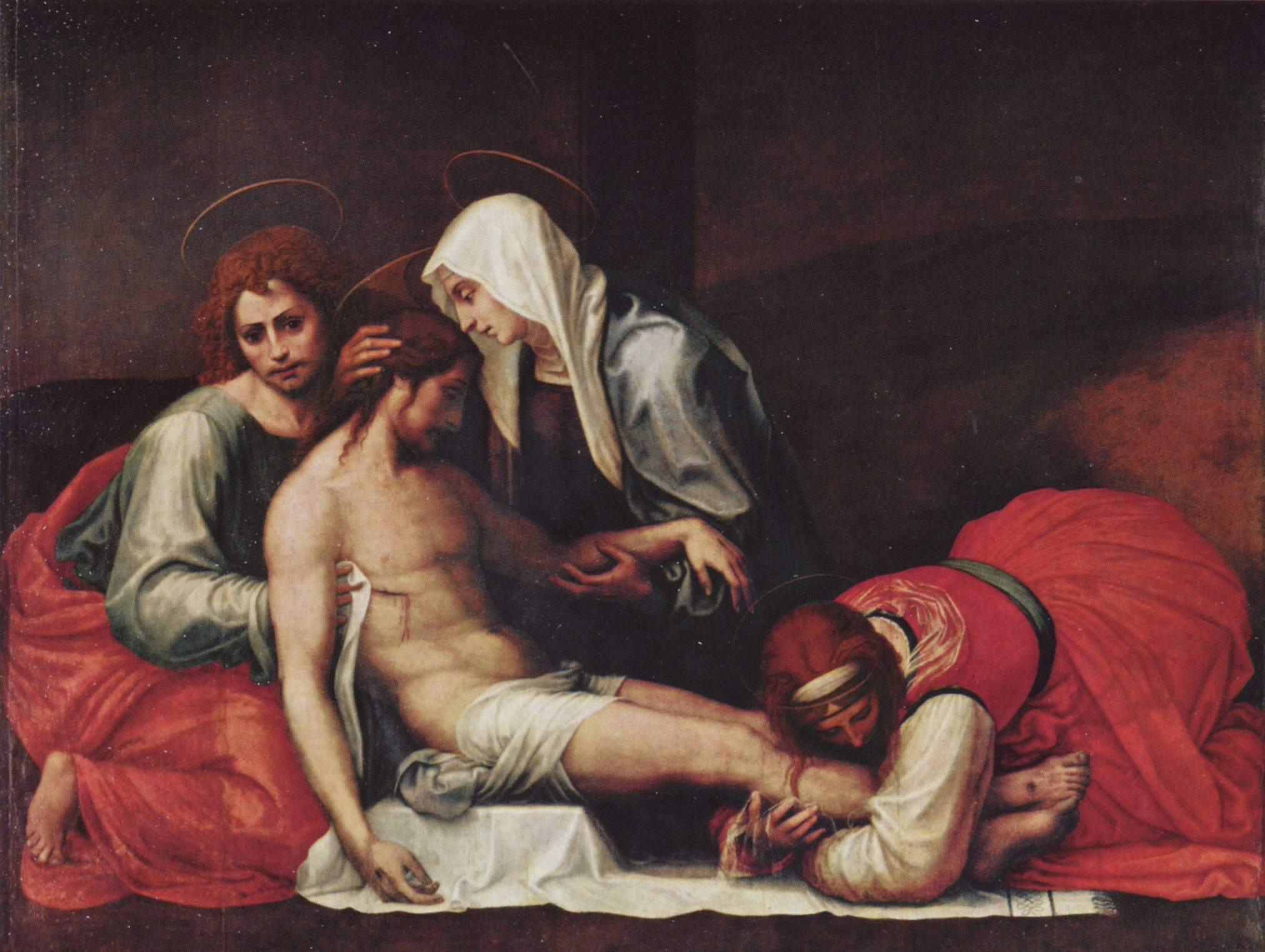
«Оплакування Христа», Палаццо Пітті, Флоренція

Народився в столиці Тоскани. Незважаючи на бурхливі події Кватроченто у Флоренції, має досить спокійний життєпис через те, що став ченцем. Серед його прізвиськ, якими нагородили багатьох італійських художників — Чернець Бартоломео та просто Чернець.
В часи перебування у Флоренції Савонароли та встановлення там його релігійної диктатури, покинув писати картини під впливом моралізатоських та заборонних проповідей Савонароли. Був його послідовником та прихильником. Після страти Савонароли на вогнищі, повернувся до творчості.
У 1508 роцц приїздив до Венеції. У 1509—1512 роках працював у співдружності з Альбертінеллі. У 1514 перебував у Римі.

### Перелік деяких творів
- Фреска «Страшний суд», цвинтар Санта Марія Новелла, Флоренція
- Бог-отець, Мадонна Сан Романо, Галерея Лукка
- Благовіщення, Містичні заручини Св. Катерини, Лувр, Париж
- Свята Родина, Галерея Корсіні, Рим.
- Успіння Богородиці, Каподімонте, Неаполь
- Мадонна з немовлям та янголами, Ермітаж, Петербург.

### Впливи
Велична художня манера Фра Бартоломео без зайвих дрібниць при збереженій емоційності та приємних кольорах мала суттєвий вплив на становлення художніх манер Андреа дель Сарто та Рафаеля Санті.

### Галерея

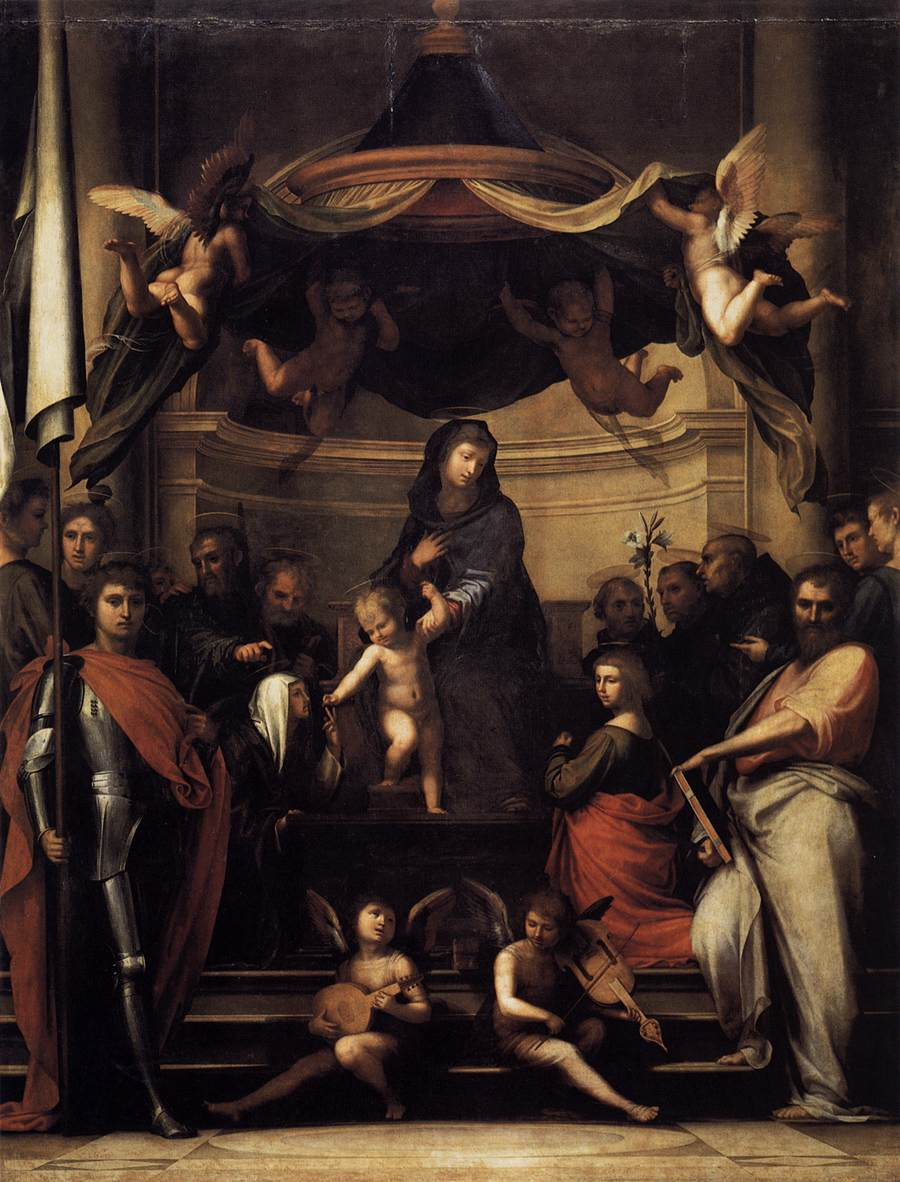
Фра Бартоломео. " Вівтар Пітті " або «Містичні заручини Катерини Сієнської», Палаццо Пітті, Флоренція.

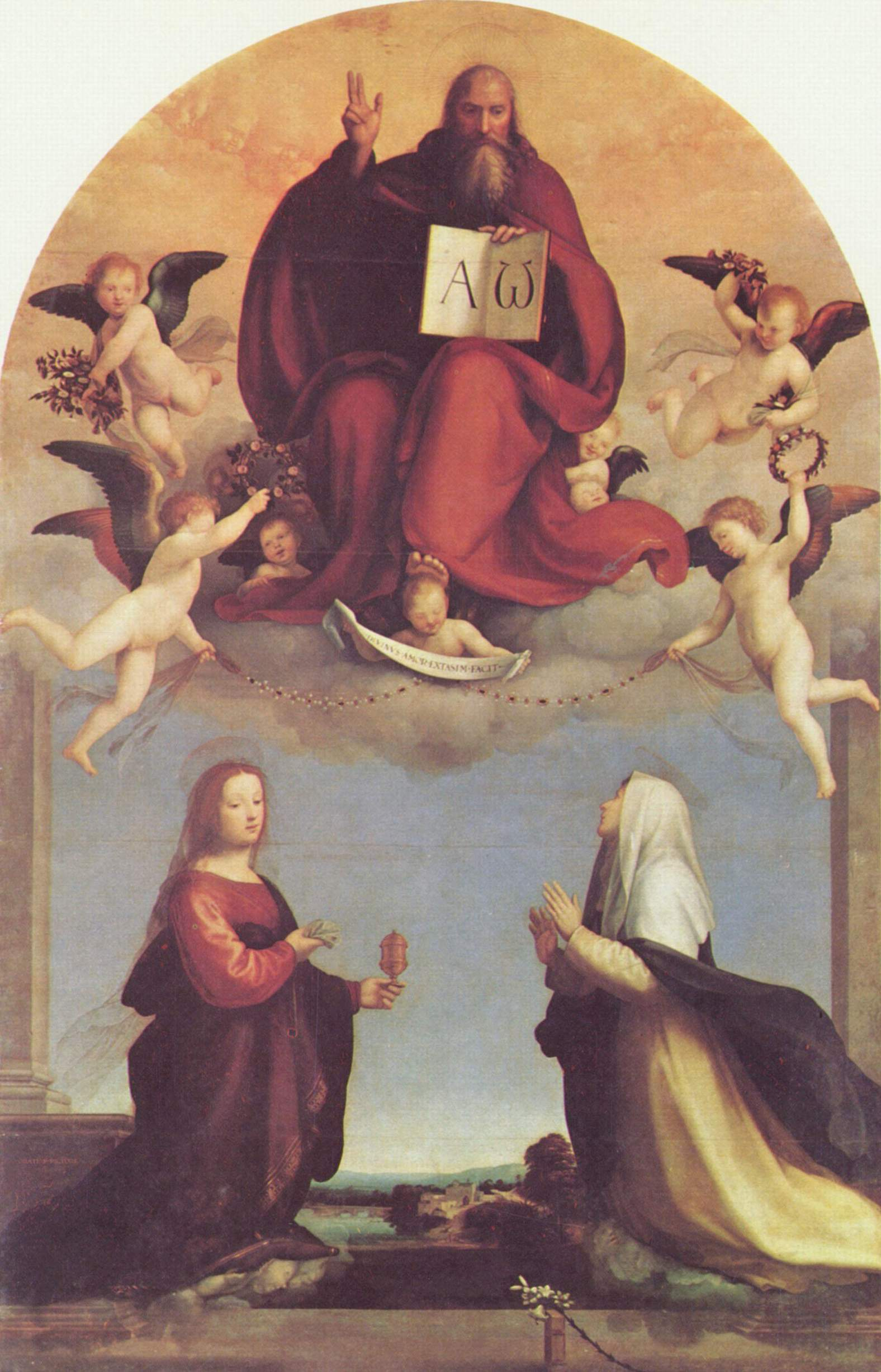
Фра Бартоломео. «Бог-Отець, Марія Магдалина та Катерина Сієнська»
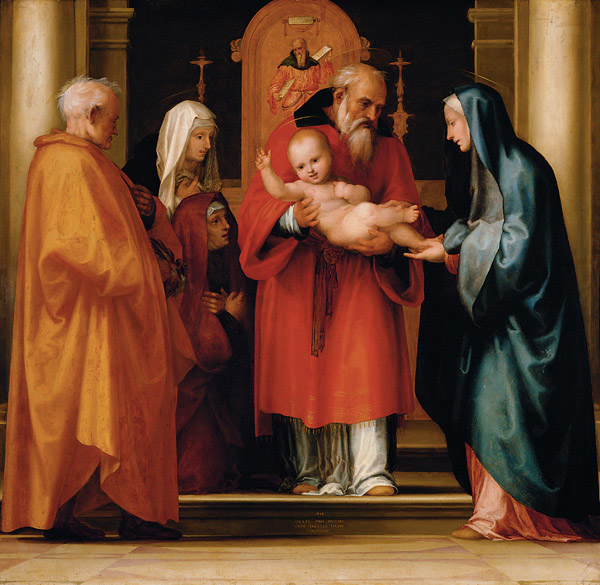
Фра Бартоломео. Стрітення ( «Перше принесення Христа у храм» )
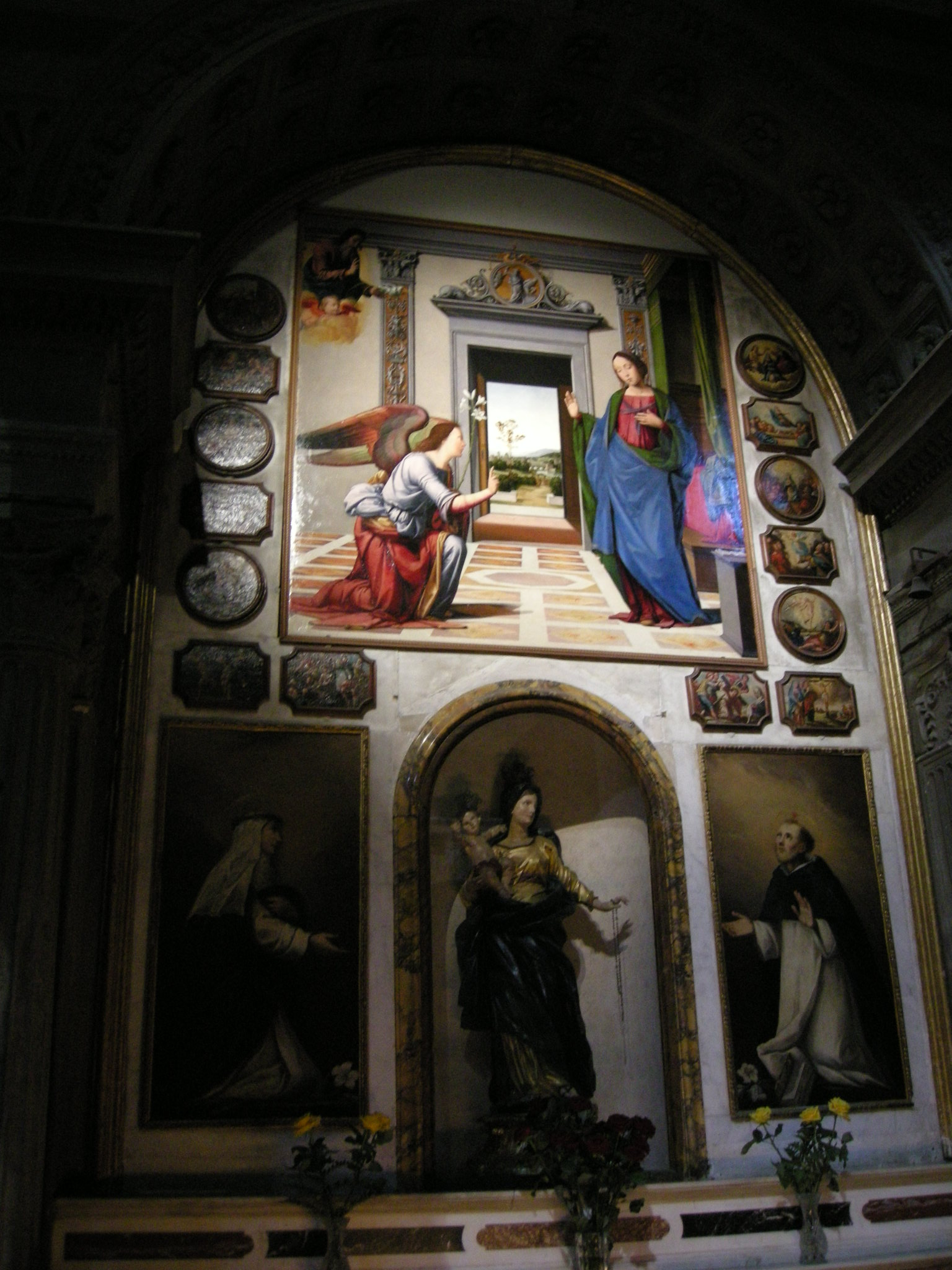
Фра Бартоломео. «Благовіщення», Катедральний собор, Вольтерра.
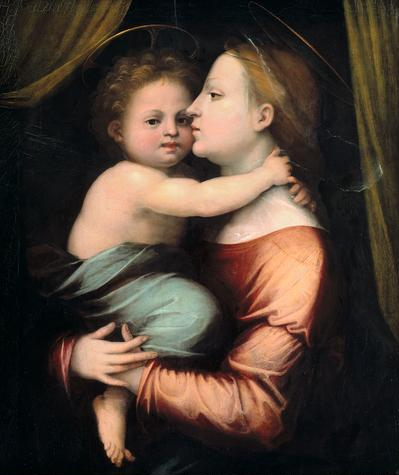
Фра Бартоломео. «Мадонна з немовлям»,Художньо-історичний музей, Відень